# Coleophora lixella
Coleophora lixella — вид лускокрилих комах родини чохликових молей (Coleophoridae).

## Поширення
Вид поширений в Європі, Туреччині та на Близькому Сході. Присутній у фауні України.

## Опис
Розмах крил становить близько 19 мм. Передні крила коричневі із білуватими прожилками. Задні крила темно-сірі. Голова біла з жовтим верхом. Вусики білі.

## Спосіб життя
Метелики літають з липня по серпень. Личинки на ранній стадії живляться плодами чебрецю (Thymus). Далі зимують у чохлику з решток насіння. Навесні гусениці живляться різними травами. Заляльковується в травні.